# Elizabethville
Elizabethville es un borough ubicado en el condado de Dauphin en el estado estadounidense de Pensilvania. En el año 2000 tenía una población de 1,344 habitantes y una densidad poblacional de 956 personas por km².

## Geografía
Elizabethville se encuentra ubicado en las coordenadas 40°32′56″N 76°48′54″O / 40.54889, -76.81500

## Demografía
Según la Oficina del Censo en 2000 los ingresos medios por hogar en la localidad eran de $31,406 y los ingresos medios por familia eran $40,625. Los hombres tenían unos ingresos medios de $34,659 frente a los $25,054 para las mujeres. La renta per cápita para la localidad era de $18,077. Alrededor del 8.7% de la población estaba por debajo del umbral de pobreza.